# Đội Con Nai (OSS)
Đội Chiến dịch Đặc biệt số 13 (tiếng Anh: Special Operation Team No. 13), mật danh Con Nai (tiếng Anh: Deer), hay Đội Con Nai (tiếng Anh: Deer Team), là một nhóm đặc nhiệm tình báo thuộc Cơ quan Tình báo Chiến lược Hoa Kỳ (OSS). Đội Con Nai được thành lập vào ngày 16 tháng 5 năm 1945, với nhiệm vụ chủ chốt là tổ chức huấn luyện quân sự, cung cấp hậu cần và y tế cho lực lượng Việt Minh của Hồ Chí Minh, đồng thời hợp tác với Việt Minh trong việc thu thập thông tin tình báo và chống Nhật tại miền bắc Đông Dương trong giai đoạn cuối của Chiến tranh Thế giới thứ hai.

## Bối cảnh

### Vấn đề tình báo ở Đông Dương
Hơn hai tháng sau khi Pháp thất thủ ở châu Âu, sự kiểm soát của Pháp đối với Việt Nam dần bị lung lay. Ngày 22 tháng 9 năm 1940, quân đội Nhật Bản xâm lược miền Bắc Đông Dương dưới danh nghĩa được người Pháp "chuẩn thuận", nhưng trên thực tế là do người Pháp không còn đủ khả năng chống trả. Ngày 29 tháng 7 năm 1941, Pháp và Nhật ký Hiệp ước phòng thủ chung Đông Dương, cho phép quân đội Nhật Bản sử dụng gần như toàn bộ các sân bay và cảng biển quan trọng tại Đông Dương và chính thức công nhận sự hiện diện của người Nhật tại khu vực. Tuy nhiên, mùa hè năm 1944, sau khi Pháp được quân Đồng Minh giải phóng, một số người Pháp theo phe De Gaulle tại các vùng của Việt Nam ở Đông Dương bắt đầu tìm cách cung cấp tin tức tình báo cho tổng hành dinh lực lượng Đồng minh ở Côn Minh.

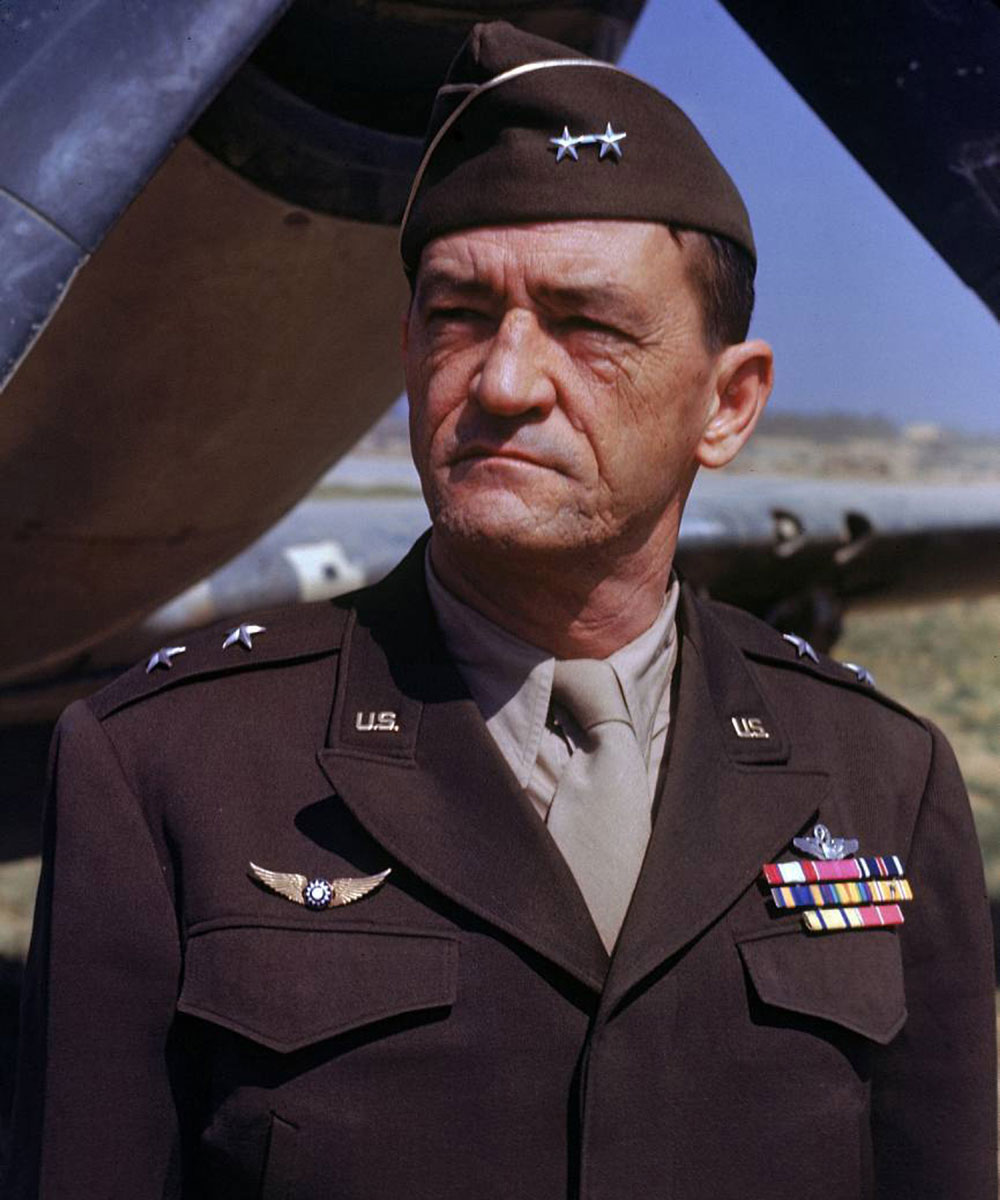
Thiếu tướng Claire L. Chennault, chỉ huy trưởng Không lực 14 Không lực Lục quân Hoa Kỳ trong Chiến tranh Thế giới thứ hai

Côn Minh, một thành phố ở phía tây nam Trung Quốc, là căn cứ của Không lực 14 do Thiếu tướng Claire Chennault làm chỉ huy trưởng, đã bắt đầu thực hiện các phi vụ ném bom đánh phá các tuyến giao thông và tiếp tế của quân đội Nhật ở Đông Dương. Thành công của các cuộc tiến công ném bom này phụ thuộc vào các báo cáo thời tiết chính xác từ bên trong Đông Dương, cũng như thông tin tình báo về các hoạt động chuyển quân, căn cứ và kho tàng của Nhật. Ngoài ra, một mạng lưới tình báo ở Đông Dương cũng rất cần thiết để giải cứu các phi công Mỹ khi máy bay bị bắn hạ hoặc rơi, che giấu họ khỏi quân Nhật, và nếu có thể, đưa họ ra khỏi Đông Dương trở về Trung Quốc.
Cơ quan Tình báo Chiến lược Hoa Kỳ (tiền thân của Cơ quan Tình báo Trung ương) đã tham gia các hoạt động thu thập thông tin này từ Côn Minh từ năm 1942, thông qua một mạng lưới tình báo gọi là GBT, làm việc ở miền nam Trung Quốc gần khu vực biên giới Trung – Việt, và sử dụng mạng lưới trong các cơ sở kinh doanh Pháp của họ ở Đông Dương. Không lực 14 liên tục nhận được những thông tin quý giá từ GBT và đánh giá cao mạng lưới của họ. Đại tá Jesse Williams của Không lực 14 cho rằng GBT "đã gửi về những thông tin tốt nhất từ Đông Dương". Tháng 3 năm 1945, Nhật đảo chính lật đổ chính quyền Pháp ở Đông Dương, tuyên bố Việt Nam "độc lập". Do hầu hết người Pháp bị cầm tù nên nguồn thông tin tình báo quý giá từ bên trong Đông Dương đến quân Đồng minh ở Côn Minh đã cạn kiệt. OSS nhận thấy cần tìm cách tổ chức thu thập các thông tin tình báo đáng tin cậy từ những người Việt Nam chống Nhật.

### Rudolph Shaw và sự hợp tác đầu tiên

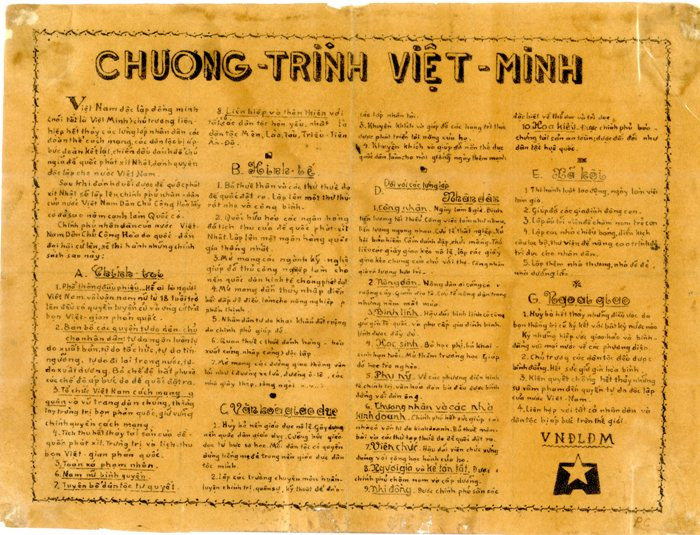
Chương trình Việt Minh

Ngày 11 tháng 11 năm 1944, Trung úy Rudolph C. "Rudy" Shaw, một phi công của Phi đoàn Tiêm kích 26, thuộc Liên đoàn Tiêm kích 51 của Không lực 14 Không lực Lục quân Hoa Kỳ, có căn cứ đặt tại vùng Hoa Nam, Trung Quốc, phải nhảy dù xuống địa phận Cao Bằng sau khi máy bay của ông gặp trục trặc về động cơ. Cán bộ Việt Minh đầu tiên mà Shaw gặp không biết tiếng Anh, tuy nhiên bằng cử chỉ người ấy đã dẫn Shaw đến phòng làm việc của một cán bộ Việt Minh khác tên là Phạm Văn Đồng tại vùng Nước Hai. Mười ngày sau, Shaw nhận được lá thư từ Uỷ ban Trung ương Việt Minh chào mừng Shaw và thông báo "chúng tôi đã ra lệnh cho Căn cứ địa của chúng tôi tại Cao Bằng tiến hành tất cả các biện pháp cần thiết để bảo vệ tính mạng của ngài và hộ tống ngài ra biên giới Bắc Kỳ – Trung Quốc", đồng thời đề nghị Shaw giúp xây dựng tình hữu nghị vững mạnh giữa Hoa Kỳ và Việt Minh. Vài ngày sau, Shaw được Phạm Văn Đồng đưa đến gặp "một nhà ái quốc nói tiếng Anh". Người đó là Hồ Chí Minh và lần đầu tiên sau hơn hai tuần, Shaw mới được nói chuyện bằng tiếng mẹ đẻ của mình. Hồ Chí Minh đã tặng Shaw một bản Chương trình Việt Minh đã được Hồ Chí Minh dịch ra tiếng Anh. Đến tháng 12 năm 1944, Shaw được Việt Minh đưa về Côn Minh an toàn,
| “ | Tháng 12, những người bạn Đông Dương đưa tôi trở về Trung Quốc. Trước khi chia tay, họ dặn đi dặn lại tôi phải gửi lời chào tốt đẹp nhất của họ tới quân đội và nhân dân Mỹ. Lần bắt tay cuối cùng họ hô to "Hoa Kỳ muôn năm! Roosevelt muôn năm! Tướng Chennault muôn năm!", và tôi hô to đáp lại, "Đông Dương muôn năm! Việt Minh muôn năm!" Tôi rất vui khi được quay trở lại và kể với đất nước tôi và những đồng minh của nó về tình hình thực tế tại Đông Dương. | ” |

Sau khi đọc được báo cáo của Chenault từ Côn Minh, Giám đốc Cơ quan Tình báo Chiến lược Hoa Kỳ, Thiếu tướng William J. Donovan, đã đồng ý và cho phép OSS/GBT tiến hành nhiệm vụ tại Đông Dương. Trung úy OSS Charles Fenn được giao nhiệm vụ duy trì liên lạc từ Côn Minh tới Việt Minh. Hồ Chí Minh được Fenn tự ý "tuyển" thành một đặc vụ trong mạng lưới tình báo của Fenn, có mật danh Lucius, và có nhiệm vụ cung cấp các thông tin tình báo ở Bắc Kỳ cho GBT và OSS thông qua Fenn. Khi Hồ Chí Minh về nước, OSS đã cử hai chuyên viên của tổ chức GBT – sĩ quan tình báo người Mỹ gốc Hoa tên Frankie Tan và chuyên gia về điện đài Mac Shin, đi theo. Tháng 4 năm 1945, Hồ Chí Minh, Mac Shin và Frankie Tan được máy bay quân sự Mỹ đưa từ Côn Minh đến biên giới Trung Quốc – Việt Nam phía bắc Cao Bằng. Từ đó, cùng với các thành viên Việt Minh được chọn để huấn luyện tình báo và một nhóm nhân viên bảo vệ, họ bí mật vượt qua biên giới về Pắc Bó, căn cứ địa cách mạng. Sau đó, cả nhóm tiếp tục xuyên qua núi rừng Việt Bắc, tránh các đội tuần tra của quân Nhật, bám theo các cơ sở cách mạng, và tháng 5 năm 1945 tới căn cứ địa Tân Trào.

Nhân dân xã Minh Thanh cùng bộ đội Việt Minh đang xây dựng sân bay dã chiến Lũng Cò để tiếp nhận máy bay cỡ nhỏ của quân đội Đồng Minh ở huyện Sơn Dương, tỉnh Tuyên Quang

Ở Tân Trào, Mac Shin đã thiết lập và hằng ngày thực hiện một đến hai phiên liên lạc điện đài với Côn Minh. Ông đã báo cáo các thông tin về thời tiết, các cuộc chuyển quân của Nhật do mạng lưới trinh sát của Việt Minh thu thập được. Ngoài ra, ông cũng hướng dẫn một số cán bộ Việt Minh sử dụng điện đài. Giữa tháng 6 năm 1945, Trung úy Daniel "Dan" Phelan, một chuyên viên thuộc Bộ phận Hỗ trợ Không-bộ (Air Ground Aid Section – AGAS), được phân công nhảy dù xuống căn cứ địa Tân Trào để cùng lực lượng Việt Minh chuẩn bị về mặt hậu cần, trong đó có việc xây dựng một đường băng dã chiến nhỏ (Sân bay Lũng Cò) ở địa phận xã Minh Thanh, Tuyên Quang để tiếp nhận máy bay cỡ nhỏ của Đồng Minh hạ cánh tại Bắc Đông Dương. Trước đó, Fenn đã gửi tin cảnh báo tới Phạm Văn Đồng rằng Phelan "có thiện cảm với người Pháp", "về cơ bản là kẻ thực dụng", nhưng "có thể thích nghi khi đã học được hoàn cảnh thực tế". Sau khi tiếp đất, Phelan được Frank Tan đón rồi đưa tới Tân Trào giới thiệu với Hồ Chí Minh, Võ Nguyên Giáp và các cán bộ Việt Minh quanh căn cứ. Trong suốt thời gian ở cùng Việt Minh, Phelan đã có một cái nhìn khác. Một tuần sau khi đến Tân Trào, Phelan gửi một bức điện về GBT ở Côn Minh:
| “ | Các ngài đang hiểu lầm quan điểm của Việt Minh. Họ không chống Pháp mà chỉ là những người yêu nước, những người xứng đáng được tin tưởng và ủng hộ hoàn toàn. | ” |

## Bộ đội Việt – Mỹ

### Nhảy dù xuống Tân Trào
Ngày 16 tháng 5 năm 1945, một đội SO (Special Operation), có bí danh Con Nai, được thành lập dưới sự chỉ huy của Thiếu tá Allison K. Thomas. Đội Con Nai bao gồm bảy thành viên:
- Thiếu tá Allison K. Thomas – chỉ huy trưởng
- Trung úy Rene J. Défourneaux – phó chỉ huy trưởng (dùng bí danh Raymond Douglas khi ở Việt Nam)
- Thượng sĩ Nhất William F. Zielski – điện đài viên
- Trung sĩ Tham mưu Lawrence R. Vogt – chuyên viên vũ khí
- Trung sĩ Aaron Squires – nhiếp ảnh gia chiến trường
- Binh nhất Henry A. Prunier – thông dịch viên tiếng Việt
- Binh nhất Paul Hoagland – quân y

Nhiệm vụ hàng đầu của Đội Nai là ngăn chặn các tuyến liên lạc của Nhật, đặc biệt là đường sắt và hệ thống đường bộ của Pháp trong khu vực Hà Nội – Lạng Sơn. Nhiệm vụ thứ yếu là "hoạt động với du kích quân" và "báo hiệu mục tiêu cho lực lượng không quân". Ngày 16 tháng 7, Thomas nhảy dù xuống khu vực lân cận làng Tân Trào, Kim Lũng cùng hai thành viên đầu tiên của Đội Nai là Binh nhất Henry Prunier và Thượng sĩ William Zielski. Nhảy dù cùng với các thành viên Đội Nai là ba phái viên người Pháp – một sĩ quan cấp Trung úy tên là Montfort, và hai "đại diện" của quân đội Pháp, Trung sĩ Logos, một người Pháp lai Á và Trung sĩ Phác, một người Pháp gốc Việt.
OSS ban đầu định để cho Đội Con Nai hành quân trên quãng đường bộ dài 300 dặm (gần 483 km) tới Tân Trào, nơi dự định đặt các trại huấn luyện của Việt Minh. Nhưng phía Trung Quốc cảnh báo OSS rằng quân Nhật đang chờ sẵn ở biên giới để ngăn chặn mọi lực lượng của phía Đồng minh. Vì vậy, thay vì đi bộ, từng thành viên của Đội được vận chuyển bằng máy bay Piper Cub tới thị trấn Po Sah, cách biên giới Việt Trung khoảng 50 dặm (80 km), nơi đóng vai trò đầu mối liên lạc giữa Côn Minh và Tân Trào. Một buổi sáng ngày 16 tháng 7 năm 1945, sáu thành viên Đội Con Nai lên một chiếc máy bay C-47 Dakota, nhưng khi tới nơi viên phi công không thể nhìn thấy những chiếc khăn trắng làm ám hiệu cho biết mặt đất bên dưới là khu vực an toàn. Cuối cùng, Thomas và những thành viên khác đều đánh liều nhảy xuống. Tới mặt đất, trong khi đang thu xếp dù, họ nhìn thấy vài chục người tiến đến, không rõ là người Trung Quốc hay Việt Nam. Đa số là các thiếu niên, ngoại trừ một người thấp hơn, mặc áo vải lanh màu trắng, đi giày đen, đội mũ phớt màu đen, được mọi người gọi là "Anh Văn." Sau này các thành viên Nhóm Con Nai mới được rằng biết tên thật của ông là Võ Nguyên Giáp.
| “ | Đầu tiên chúng tôi đi dưới lối đi có mái vòm bằng tre bên trên có một biển hiệu "Chào mừng những người bạn Mỹ của chúng ta." Sau đó chúng tôi gặp Mr. Ho - nhà lãnh đạo của Việt Minh. Ông đã đón tiếp chúng tôi rất thân mật. Người ta đã mổ một con bò để tỏ lòng trân trọng chúng tôi và tặng cho chúng tôi một thùng bia Hà Nội thu được sau cuộc tấn công bất ngờ vào một đoàn hộ tống Nhật. Chúng tôi đã đánh một giấc ngon lành trong căn lều tiện lợi bằng tre trong khu rừng trên một quả đồi. | ” |

Trong khi người Mỹ được đối xử tử tế thì những người Pháp đi cùng đoàn lại không được như vậy. Dù được cảnh báo trước về "mối căm thù của Việt Minh với người Pháp", Thomas vẫn chấp nhận cho người Pháp nhảy dù cùng đội của ông xuống Tân Trào. Khi Đội Nai vừa chạm đất, ba người Pháp đã nhanh chóng bị phát hiện. Montfort bị một cán bộ Việt Minh, người đã phục vụ dưới quyền anh ta trong quân đội thuộc địa Pháp, nhận ra; Phác bị nhận diện trước tiên như một người ủng hộ Pháp và sau đó là "thành viên của một đảng thân Tàu, Việt Nam Quốc dân Đảng". Do đó, khi Thomas, Prunier và Zielski được hộ tống qua lối đi có mái vòm bằng tre thì ba người kia bị Việt Minh quây chặt, buộc Frank Tan phải can thiệp. Tuy Hồ Chí Minh nói thông thạo tiếng Pháp, nhưng ông không chấp nhận nói ngôn ngữ này, thay vào đó chỉ nói chuyện với các thành viên Con Nai bằng tiếng Anh và tiếng Việt. Do Hồ Chí Minh và Võ Nguyên Giáp tỏ sự không tin tưởng các sĩ quan người Pháp và người Pháp gốc Việt trong nhóm, Thomas quyết định cho ba người rời khỏi đội của ông. Ngày 30 tháng 7, Montfort, Phác và Logos rời Tân Trào và trà trộn vào một nhóm người Pháp tị nạn về Tam Đảo để được đưa về Trung Quốc.
Ngày 29 tháng 7, đợt thả quân bổ sung thứ hai được tiến hành, bao gồm Trung úy Rene Defourneaux, Trung sĩ Tham mưu Lawrence Vogt, Trung sĩ Aaron Squires, Binh nhất quân y Paul Hoagland. Lần này Hồ Chí Minh không thể có mặt để chào đón họ vì ông đang mắc những căn bệnh nhiệt đới như lỵ và sốt rét, nhưng ông vẫn cố gắng tranh thủ sự kiện họ đến nơi. Nằm trên giường bệnh, ông đề nghị nhân dân địa phương đến khoảng rừng thưa và chờ đợi những người Mỹ "rơi từ trên trời xuống". Khi các thành viên Đội Nai tiếp đất an toàn, họ được Tan, Phelan, Zielski và Võ Nguyên Giáp, chào đón. Không một ai bị thương, và những người Mỹ một lần nữa lại được hộ tống đi trên lối đi dưới mái vòm tre có khẩu hiệu "Chào đón những người bạn Mỹ của chúng ta". Cả đội không được gặp Thomas và Prunier cho tới đêm hôm sau; hai người này lúc đó đi trinh sát vị trí phòng thủ của Nhật tại Chợ Chu, nơi Thomas muốn lập kế hoạch tấn công nhưng chiến tranh đã kết thúc trước khi ông có cơ hội làm điều đó.
Trong những ngày đầu ở doanh trại, các thành viên mới của Đội Nai đã gặp gỡ nhiều cán bộ Việt Minh và một vài người dân ở khu vực xung quanh. Tuy nhiên, một người đáng quan tâm là Hồ Chí Minh thì lại vắng mặt. Hôm cả đội đổ bộ, Võ Nguyên Giáp đã xin lỗi vì sự vắng mặt của Hồ Chí Minh, ông nói với những người Mỹ mới đến là "chỉ huy" của họ bị ốm. Đến ngày 3 tháng 8, Hồ Chí Minh vẫn không xuất hiện. Một vài thành viên trong đội, gồm Défourneaux và Paul Hoagland, quyết định đi vào ngôi làng gần đó để gặp Hồ Chí Minh và xem ông có cần giúp đỡ gì không. Khác với mô tả của những sĩ quan tình báo Pháp về người đàn ông "tàn nhẫn" và "nguy hiểm", các thành viên Đội Nai rất ngạc nhiên về diện mạo của Hồ Chí Minh. Thay vì một con người gớm guốc, họ chỉ thấy dường như đây là một người ốm yếu, gầy dơ xương đang lơ lửng gần cái chết. Nhờ sự cứu chữa của Hoagland, Hồ Chí Minh đã khỏe lại sau khoảng mười ngày, và có thể đứng lên đi lại bình thường.
Một đội SO thứ hai, mang bí danh Con Mèo (Cat Team), bao gồm ba thành viên: Đại úy Charles M. Holland, Trung sĩ John Burrowes và điện đài viên  – Trung sĩ John L. Stoyka. Họ nhảy dù xuống khu trại của Việt Minh tại Tân Trào vào ngày 29 tháng 7 cùng với đợt đổ quân thứ hai của Đội Nai. Do có nhiệm vụ riêng biệt với Đội Con Nai, nên sau cuộc gặp gỡ với các cán bộ Việt Minh, họ lập tức di chuyển vào rừng, lập trại riêng và thực hiện nhiệm vụ của mình. Nhóm Con Mèo bị quân Nhật bắt sống vào giữa tháng 8 năm 1945. Stoyka, vốn là một cựu binh từng hoạt động ở sau phòng tuyến quân đội Đức Quốc Xã tại Pháp, đã trốn thoát được. Những người dân làng Việt Nam đã cứu giúp anh và đưa anh về trại của Đội Con Nai. Holland và Burrowes may mắn sống sót qua chiến tranh và được người Nhật thả tự do tại Hà Nội vào ngày 31 tháng 8 năm 1945. Tại đó, họ được Hồ Chí Minh đã chào đón nồng nhiệt với tư cách là những người đại diện của Hoa Kỳ tại Việt Nam.

### Huấn luyện bộ đội Việt Minh

Các thành viên Đội Nai đang huấn luyện du kích Việt Minh sử dụng súng M1 Carbine. Trung úy Rene Defourneaux là người đeo ống nhòm đứng ở giữa.

Trong sáu ngày đầu tháng 8, Việt Minh và người Mỹ cùng nhau dựng trại huấn luyện. Trong khi người Việt tập trung dựng "những toà nhà thường không nhiều hơn bốn bức tường, một mái tranh và một cái nền", thì người Mỹ tập trung vào nội thất của ngôi nhà mới. Họ làm vội những chiếc giường ngủ, bàn ghế và vách ngăn. Trong vòng một tuần, trại huấn luyện gồm ba doanh trại dành cho bộ đội Việt Minh, một doanh trại dành cho lính OSS, một phòng họp, một nhà bếp, một kho hàng, một trạm xá và trụ sở liên lạc, một trường bắn rộng khoảng 140 m², và một khu vực huấn luyện ngoài trời. Cuối bãi huấn luyện có một cây cao được dùng làm cột treo cờ Việt Minh. Hồ Chí Minh đã chỉ thị chọn người trong các đơn vị Giải phóng quân để tổ chức một đại đội gọi là Bộ đội Việt – Mỹ. Đơn vị này do Đàm Quang Trung làm Đại đội trưởng, Thiếu tá Thomas là Tham mưu trưởng, quân số của đại đội khoảng 110-200 người. Trong thời gian ở tại chiến khu Tân Trào, các thành viên toán Con Nai tập trung huấn luyện cho đại đội Việt – Mỹ sử dụng vũ khí và chiến thuật du kích. Ngoại trừ Zielski làm nhiệm vụ liên lạc điện đài, tất cả các thành viên của Đội Nai đều tham gia huấn luyện cho Việt Minh. Thomas đã mang theo những cuốn giáo trình huấn luyện của quân đội Hoa Kỳ về cách sử dụng vũ khí Mỹ và đợt huấn luyện bắt đầu ngày 9 tháng 8 – ba ngày sau vụ ném bom nguyên tử xuống Hiroshima. Không hề hay biết về sự kiện trên, Đội Nai tiếp tục huấn luyện cho Việt Minh để chuẩn bị cho cuộc chiến chống Nhật. Bộ đội Việt Minh được huấn luyện cách sử dụng súng M1 Garand, M1 Carbine, M1928/M1/M1A1 Thompson, súng chống tăng M9 Bazooka, và súng máy các loại. Chương trình huấn luyện gồm phép đạc tam giác, tập bắn, vệ sinh vũ khí, và cách sử dụng súng cối và lựu đạn. Việc tập luyện diễn ra từ ngày 9 cho đến 15 tháng 8, từ 05:30 đến 17:00.

Trung sĩ Lawrence R. Vogt hướng dẫn du kích Việt Minh cách sử dụng súng M1 Carbine gắn ống phóng lựu M8. Mặc quần dài đen đứng phía sau là Binh nhất Paul Hoagland.

Từ ngày 10 tháng 8, ba chuyến máy bay vận tải C-47 Dakota đã thả nhiều loại vũ khí, trang thiết bị và đồ y tế cho lực lượng tại Tân Trào. Ước tính người Mỹ đã thả một khẩu đại liên, hai súng cối M2 60 mm, bốn súng chống tăng M9 Bazooka, tám súng máy Bren, 20 tiểu liên Thompson, 60 súng trường M1903 Springfield, 60 súng M1 Carbine, 20 súng ngắn Colt, một số ống nhòm và các tài liệu huấn luyện của Lục quân Hoa Kỳ về chiến tranh du kích. Ngoài ra còn một số vũ khí được đưa vào bằng đường bộ cùng Frankie Tan và Mac Shin trước đó. Tổng thời gian nhóm OSS dành để huấn luyện người Việt chỉ kéo dài ít tuần trong tháng 7 và tháng 8. Ngoài Võ Nguyên Giáp, nhóm còn huấn luyện kĩ năng chỉ huy cho ít nhất hai chỉ huy quân sự cấp cao khác, trong đó có Đàm Quang Trung, Hoàng Văn Thái và Vũ Lập. Trang thiết bị được thả dù xuống Việt Bắc vào ba vị trí thả đồ tiếp tế của Đội Nai, kết hợp với những loại vũ khí nhẹ do Việt Minh chế tạo tại những nhà máy quân khí đơn sơ của họ trong rừng đã tạo thành một đội quân được trang bị vũ khí đầy đủ. Henry Prunier đã nhận xét "Đây là một nhóm được tinh tuyển từ nhiều nơi khác nhau tại Việt Nam. Họ hoàn toàn không phải là những người nông dân tầm thường".
Trong khi Thomas đề nghị huấn luyện binh lính tại khu căn cứ và sau đó, "khi họ đã thành thạo" thì tấn công Nhật tại những khu vực nguy hiểm hơn gần Thái Nguyên và Lạng Sơn, thì Trung úy Défourneaux không đồng ý với bản chất của cả huấn luyện lẫn giả thuyết huấn luyện Việt Minh tổng thể,
| “ | Chúng tôi đang huấn luyện tân binh cho cuộc chiến tranh thông thường trong khi dự tính các hoạt động du kích. Nhân tố quan trọng nhất đối với một hoạt động du kích thành công là sự hiểu biết địa hình. Điều này chắc chắn không có trong phạm vi chuyên môn của chúng tôi. Những người mà chúng tôi đang huấn luyện có thể hoạt động khắp Đông Dương mà không sơ bị phát hiện như những người không phải là dân bản xứ. Là người phương Tây, chúng tôi không có cách nào thuyết phục người dân địa phương cầm lấy vũ khí và chống lại thế lực xâm lược... Tất cả những gì cần từ chúng ta là vũ khí, và huấn luyện cách sử dụng những loại vũ khí này. | ” |

Mặc dù còn nhiều nghi ngờ về Việt Minh, nhưng Défourneaux vẫn khẳng định rằng họ là những học viên quân sự giỏi và Hồ Chí Minh cũng là một "người tài ăn nói, có phạm vi hiểu biết rộng". Hồ Chí Minh đã nói với Défourneaux rằng ông sẽ chấp nhận một "thời kỳ quá độ, trong đó Pháp sẽ hướng dẫn và cuối cùng sẽ chuyển giao trách nhiệm điều hành cho những người Đông Dương được lựa chọn".

### Tổng khởi nghĩa tháng Tám

#### Đánh chiếm thị xã Thái Nguyên

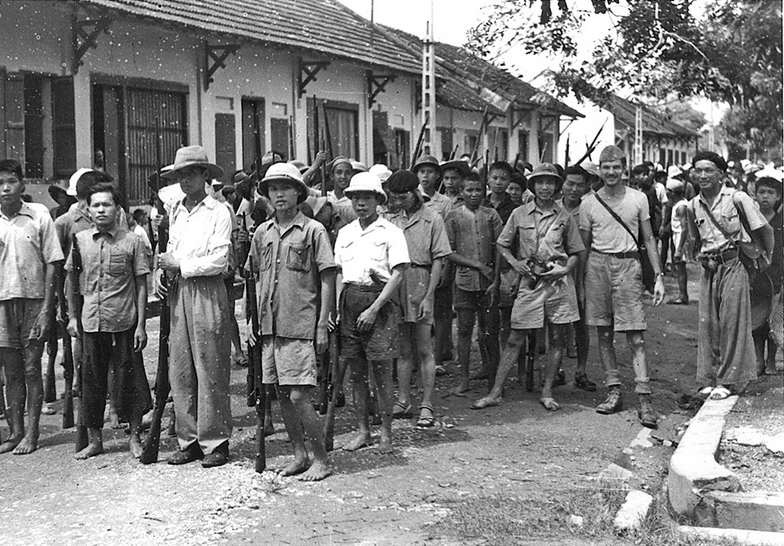
Thiếu tá Allison Thomas (mặc áo phông trắng, đi giày, đứng thứ hai bên phải) và Đại đội Việt-Mỹ ở thị xã Thái Nguyên, 20 tháng 8 năm 1945

Ngày 14 tháng 8 năm 1945, năm ngày sau khi Mỹ thả bom nguyên tử xuống Nagasaki, Nhật Bản tuyên bố đầu hàng vô điều kiện lực lượng Đồng Minh. Một ngày sau, Ủy ban khởi nghĩa ra lệnh cho các đơn vị Quân giải phóng tiến công các căn cứ của địch. Ngày 16 tháng 8 năm 1945, Trung ương Đảng, Tổng bộ Việt Minh và Chủ tịch Hồ Chí Minh đã ra lệnh tổng khởi nghĩa giành chính quyền trên cả nước. 
Lúc 14:00 ngày 16 tháng 8 năm 1945, Đại đội Việt – Mỹ xuất phát từ Tân Trào tiến đánh quân Nhật tại thị xã Thái Nguyên trước khi hành quân về Hà Nội. Ngày 19 tháng 8, Thiếu tá Thomas nhận được một loạt bức điện gửi từ ngày 16, 17 và 18 tháng 8 ra lệnh cho ông không được chấp nhận bất cứ sự đầu hàng nào của Nhật trong khu vực, hoãn lại chuyến đi về Hà Nội cho đến khi có lệnh, giữ lại tất cả các trang thiết bị, để những người Mỹ đi riêng, chỉ cho phép những người Việt dẫn đường được đi cùng, và phải có biên nhận chính xác về trang thiết bị đã được cung cấp và phân phát trong suốt khoá huấn luyện. Ngoài ra, Thomas được tham vấn là Đội Nai và Đội Mèo nên tiến về Hà Nội với trang thiết bị của OSS, sau đó chúng sẽ được xe tải đưa trở lại một căn cứ của Mỹ tại Trung Quốc. Còn trang thiết bị hai đội không thể mang theo sẽ được đi tản bằng đường hàng không khi có thể. Sáng 19 tháng 8, Thomas không tuân theo ba trong bốn mệnh lệnh đầu tiên: ông vẫn tiếp tục tiến về Hà Nội cùng một đội quân lớn của Việt Minh. Trước đó, ngày 15 tháng 8, sau khi nghe tin về sự đầu hàng của Nhật, Thomas đã chuyển giao phần lớn vũ khí của Mỹ được sử dụng trong khoá huấn luyện cho Đại đội Việt – Mỹ.
Khoảng 04:00 ngày 20 tháng 8, Đội Nai cùng 30 du kích Việt Minh tiến vào thị xã Thái Nguyên, và những người Mỹ được sắp xếp nghỉ ngơi trong một nhà an toàn. Thiếu tá Thomas và Võ Nguyên Giáp đi sau và họ đến Thái Nguyên lúc 05:00. Nơi họ dừng chân đầu tiên là Sở Hiến binh Nhật, được đặt tại tòa thị chính của thị xã. Theo đúng quyết định chính sách của Đảng ngày 12 tháng 8 năm 1945, Võ Nguyên Giáp đã gửi một bản tối hậu thư yêu cầu đầu hàng tới quân Nhật, một bản của Võ Nguyên Giáp và một bản tiếng Anh được Thomas ký tên.
Quân Nhật trong Sở không đầu hàng, và họ dựa vào tường rào vững chắc để chống cự. Khoảng 06:00-06:30  sáng, chiến sự nổ ra giữa quân Nhật và Việt Minh. Thomas liên lạc về nhà an toàn, yêu cầu Défourneaux, Squires và Zielski cùng tham gia hỗ trợ Việt Minh. Cả Squires và Zielski đều lên đường, nhưng Défourneaux thì không vì ông "không muốn dính dáng tới bất kỳ những gì ông ta [Thomas] đang làm". Cuộc đọ súng rời rạc diễn ra suốt cả ngày và tiếp tục vào các ngày 22, 23, 24 và 25 tháng 8. Ngày 22, Défourneaux gửi báo cáo về Bách Sắc,
| “ | Chúng tôi đang ở Thái Nguyên. Thiếu tá đang ở vùng ngoại ô. Các đội viên còn lại vẫn ở giữa trung tâm thị xã. Trận chiến giữa Việt Minh và Nhật bắt đầu từ thứ Hai, ngày 20 tháng 8, và vẫn còn tiếp tục. Trên khắp các đường phố, họ đánh nhau cả ngày lẫn đêm. | ” |

Ngày 25 tháng 8, trong cuộc tấn công cuối cùng Đàm Quang Trung điều một tổ súng Bazooka do Tiểu đội trưởng Sùng Hải phụ trách đến bắn vỡ một mảng tường nhà. Bộ đội xung phong vào, dùng súng ngắn, lựu đạn tiêu diệt địch, đánh chiếm mục tiêu. Võ Nguyên Giáp, Đàm Quang Trung và Thiếu tá Thomas sau đó trực tiếp đến xem xét tại chỗ sự bố phòng trong ngôi nhà của quân Nhật. Bộ đội Việt Minh thu được nguồn cung cấp thực phẩm và vũ khí đáng kể từ tay quân Nhật, và Thomas đã ghi thành từng khoản có đính kèm vào báo cáo chính thức. Cuối cùng, vào buổi chiều ngày 25, lính Nhật ở Thái Nguyên chấp thuận lệnh ngừng bắn. Sau một ngày nghỉ ngơi, Đội Nai cùng Chi đội 4 Quân giải phóng mới được thành lập hành quân về Hà Nội.

#### Hà Nội

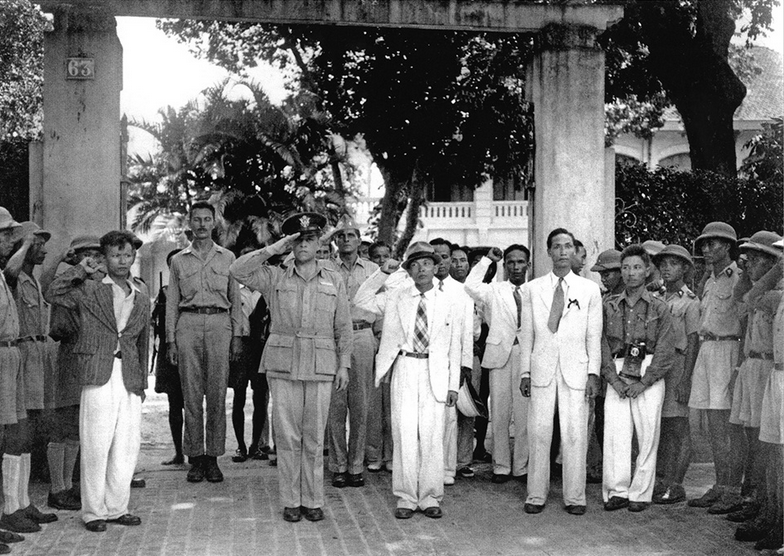
Đại úy Archimedes Patti (trái, đội mũ Visor Crusher) – Trưởng Cụm tình báo Đông Dương của Cơ quan Tình báo Chiến lược Hoa Kỳ, kiêm Trưởng phái đoàn Hoa Kỳ tại Hà Nội, và Võ Nguyên Giáp (phải, đội mũ và mặc vest) – Ủy viên Ủy ban Dân tộc giải phóng Việt Nam, trong buổi lễ chào cờ mang tính chất quốc tế đầu tiên tại Hà Nội, sáng 26 tháng 8 năm 1945

Sau khi Việt Minh giành chính quyền tại Hà Nội và nhiều nơi khác, Thủ tướng Đế quốc Việt Nam Trần Trọng Kim ở Huế nộp đơn xin từ chức. Lực lượng quân đội Nhật tại Việt Nam không có phản ứng đáng kể trước những hoạt động của Việt Minh vì lúc này Nhật đã tuyên bố đầu hàng phe Đồng Minh và đang chờ quân Đồng Minh tới giải giáp, mặt khác vua Bảo Đại và Thủ tướng Trần Trọng Kim đã từ chối lời đề nghị của Tư lệnh quân đội Nhật về việc đem quân Nhật chống lại Việt Minh. Ngày 22 tháng 8, đại diện Phái đoàn Đồng Minh kiêm Trưởng Phái đoàn Hoa Kỳ, Đại úy Archimedes Patti cùng các nhân viên OSS và Jean Sainteny, đại diện chính phủ Pháp, đã có mặt tại Hà Nội, nơi họ được chính phủ, nhân dân Việt Nam chào đón nồng nhiệt. Hà Nội ngập tràn niềm vui cùng những biểu ngữ về độc lập, tự chủ bằng tiếng Anh, tiếng Trung và tiếng Pháp. Sáng ngày 26 tháng 8, Đại úy Patti có một buổi gặp gỡ với các đại diện của Việt Minh, trong đó có Võ Nguyên Giáp. Sau cuộc gặp, Võ Nguyên Giáp mời Patti bước ra ngoài sở chỉ huy của Mỹ để nhân dân chào đón. Những người Mỹ quan sát thấy một cuộc diễu binh của dân quân và các đội tự vệ, theo sau là người dân với những áp phích yêu nước viết bằng tiếng Anh, tiếng Nga, tiếng Trung, tất cả được một tốp 50 binh sĩ hộ tống. Mặc dù Patti bị ấn tượng bởi cuộc trình diễn này, nhưng đối với người Việt Nam nó còn có ý nghĩa sâu sắc hơn. Theo Patti, Võ Nguyên Giáp đã nói với ông rằng,
| “ | Đây là lần đầu tiên trong lịch sử Việt Nam, quốc kỳ của chúng tôi xuất hiện trong một nghi lễ quốc tế và quốc ca của chúng tôi vang lên trước thái độ kính trọng của một vị khách nước ngoài. Tôi sẽ nhớ mãi thời khắc này. | ” |

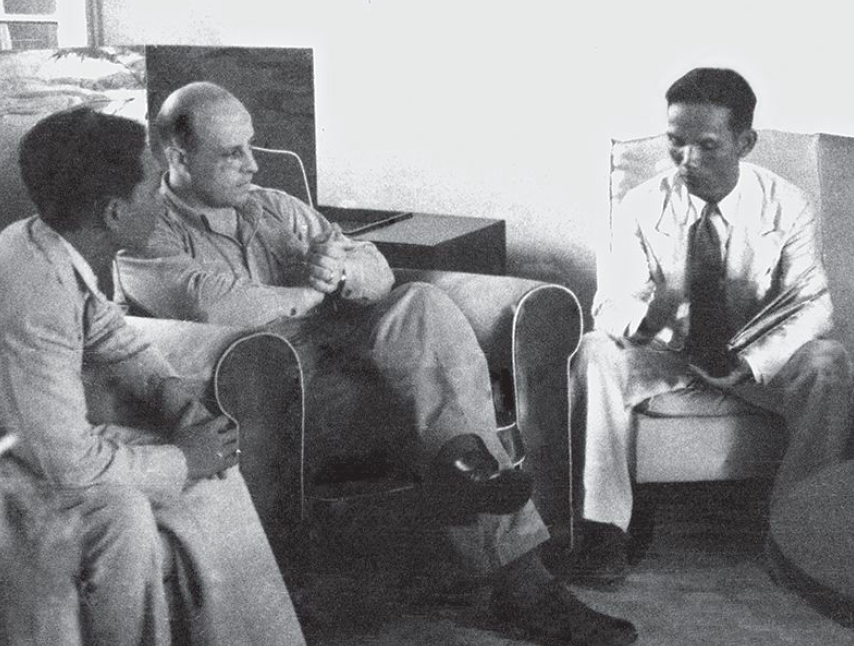
Đại úy Archimedes Patti và Võ Nguyên Giáp trò chuyện tại căn nhà số 63 phố Rue Jules Ferry (nay là trụ sở Báo Nhân dân ở số 71 phố Hàng Trống), Hà Nội, 26 tháng 8 năm 1945

Ngày 23 tháng 8, một đoàn nông dân khoảng 100.000 người tuần hành vào Huế cổ vũ thành lập uỷ ban giải phóng Việt Minh. Mặc dù chỉ huy đơn vị đồn trú Nhật tại Huế đã đề nghị bảo vệ nhà vua, nhưng Bảo Đại từ chối đề nghị này. Trước sức ép của nhân dân, Bảo Đại tuyên bố thoái vị, từ bỏ ngai vàng và trở thành công dân Vĩnh Thụy. Ngày 25 tháng 8, hàng ngàn người tụ tập trước cửa Ngọ Môn xem nhà vua đọc Tuyên ngôn Thoái vị. Vua Bảo Đại mong chính phủ mới đối xử ôn hoà với các đảng phái đối lập để họ có thể góp sức kiến thiết quốc gia và để chứng tỏ chính thể mới xây đắp trên sự đoàn kết quốc dân đồng thời tuyên bố "muốn được làm Dân một nước tự do, hơn làm Vua một nước bị trị".
Patti gặp Hồ Chí Minh và Võ Nguyên Giáp vào ngày 26 tháng 8 năm 1945 trong bữa trưa ở Hà Nội. Vài ngày sau, Hồ Chí Minh đọc bản thảo Tuyên ngôn Độc lập của Việt Nam cho Patti nghe, và được Patti góp ý chỉnh sửa. Trước ngày diễn ra buổi đọc bản Tuyên ngôn độc lập, Đại úy Patti gửi một bức điện về Côn Minh và Washington để nhắc lại những yêu cầu "không nhiều và đơn giản" của Hồ Chí Minh:
Operational Priority
| “                                                   | Vừa có một cuộc hội đàm lâu dài với Chủ tịch Hồ Chí Minh và ông ấy khiến tôi ấn tượng về một con người nhạy bén, cân bằng và có đầu óc chính trị. Những đòi hỏi của ông rất ít ỏi và đơn giản, đó là quyền độc lập có giới hạn, quyền thoát khỏi ách thống trị của người Pháp, quyền được sống như những con người tự do trong một đại gia đình của các quốc gia và cuối cùng là quyền được giao thiệp trực tiếp với thế giới bên ngoài. Ông ấy tuyên bố rằng trong nhiều năm qua, công việc tuyên truyền trong tổ chức, đào tạo thanh niên và sự chuẩn bị cho ngày này đã khiến họ sẵn sàng cho ít nhất là quyền được chết vì lý tưởng của họ, không nhất thiết là một nền độc lập hoàn toàn. Tôi tin rằng những người này hoàn toàn nghiêm túc, và tôi lo rằng người Pháp sẽ phải đối phó với họ. Tất cả [chúng ta] sẽ phải đối phó với họ. Người Pháp bắt đầu nhận ra sự thật này và họ sẽ đối phó với nó bằng cách đưa cho Việt Minh các điều khoản về nền độc lập của họ. Mặt khác, Việt Nam đủ khôn ngoan để nhìn thấu được thái độ Machiavellian của người Pháp, đặc biệt là của Sainteny, và đã từ chối làm việc với ông ấy. Người An Nam có một lợi thế hơn chúng ta là họ được người Nhật trao trả lại nền độc lập, nên họ coi mình là hoàn toàn tự do khỏi bất kỳ thế lực chủ quyền nào khác, kể cả người Pháp, những người đã núp sau váy người Nhật, và tự nhận mình là bạn của người Mỹ. Nhìn chung Việt Minh đang hoàn toàn làm chủ tình thế chứ không chỉ đơn thuần là nắm trong tay quyền kiểm soát của ba tỉnh lớn. Tổ chức của họ rất chặt chẽ, có chương trình rõ ràng và nhu cầu của họ với thế giới bên ngoài là rất ít. Họ yêu cầu được phép đến thăm Hoa Kỳ với mục đích chính là giáo dục, và mong người Mỹ sẽ gửi các chuyên gia kỹ thuật đến giúp họ phát triển những ngành công nghiệp mà Đông Dương có tiềm năng khai thác. Ngài chủ tịch [Hồ Chí Minh] bảo tôi rằng người Mỹ nên thực hiện một số quyền kiểm soát đối với các lực lượng chiếm đóng của Trung Quốc, và yêu cầu người Trung Quốc nên mua lại nguyên liệu và thực phẩm thay vì yêu cầu trưng dụng chúng trong thời gian chiếm đóng. Hơn nữa, chính ông ấy đã chỉ ra điều này và đã được tôi xác nhận từ các nguồn khác của Nhật Bản và Pháp rằng, do lũ lụt năm nay nên nạn đói có thể sắp xảy ra, và nếu người Trung Quốc cứ tiếp tục phụ thuộc vào Đông Dương để sống trong thời kỳ chiếm đóng, thì tất cả bọn họ sẽ chết đói, cộng thêm việc đó sẽ khiến người An Nam phải chiến đấu chống lại người Trung để bảo vệ sinh kế và gia đình của họ. Người An Nam sẽ kỷ niệm ngày độc lập của người An Nam vào ngày mai với nghi thức trọng thể của người Công giáo và nghi lễ đặc biệt của người Phật giáo. | ” |
| — Archimedes Patti, Báo cáo ngày 1 tháng 9 năm 1945 | |   |

Ngày 2 tháng 9 năm 1945, Hồ Chí Minh đọc bản Tuyên ngôn Độc lập trên Quảng trường Ba Đình tại Hà Nội, tuyên bố thành lập nước Việt Nam Dân chủ Cộng hòa – trùng với ngày Nhật Bản kí văn kiện đầu hàng phe Đồng Minh trên thiết giáp hạm Missouri. Hồ Chí Minh bắt đầu bài phát biểu với những từ trong Bản Tuyên ngôn Độc lập Hoa Kỳ, chuyển sang Tuyên ngôn Nhân quyền và Dân quyền của Pháp, và đối chiếu các giá trị của cả hai văn kiện trên ông với những tội ác của thực dân Pháp. Ông chỉ trích Pháp đã đầu hàng Nhật và ca ngợi Việt Minh đã chiến đấu chống Nhật. Ông khẳng định rằng người Việt Nam giành được độc lập không phải nhờ sự ban ơn của Pháp mà bởi đánh bại Nhật và kết luận,
| “ | ...Vì những lẽ trên, chúng tôi, chính phủ lâm thời của nước Việt Nam Dân chủ Cộng hòa, trịnh trọng tuyên bố với thế giới rằng: Nước Việt Nam có quyền hưởng tự do và độc lập, và sự thật đã thành một nước tự do độc lập. Toàn thể dân tộc Việt Nam quyết đem tất cả tinh thần và lực lượng, tính mạng và của cải để giữ vững quyền tự do, độc lập ấy! | ” |

Sau khi tiếng vỗ tay lắng xuống, mỗi thành viên trong Chính phủ mới đọc tuyên thệ theo nghi lễ. Sau đó Võ Nguyên Giáp đọc diễn văn trước đám đông về các vấn đề hiện nay của Chính phủ, gồm một kế hoạch cho những cuộc bầu cử và thuế. Ông yêu cầu nước Mỹ và Trung Quốc đặc biệt ủng hộ một đất nước còn non trẻ. "Chúng ta có tình cảm đặc biệt đối với Trung Quốc và Mỹ" ông nói với đám đông. "Mỹ là một đất nước dân chủ, không có tham vọng về lãnh thổ, nhưng đã góp phần đặc biệt đánh bại kẻ thù của chúng ta, Nhật Bản. Vì thế chúng ta coi Mỹ như người bạn tốt". Khi chuẩn bị kết thúc bài diễn văn, Võ Nguyên Giáp nói: "Như ngài Roosevelt đã từng nói, áp bức và tàn bạo đã làm cho chúng ta biết ý nghĩa của tự do". Khi buổi lễ đang diễn ra, hai máy bay tiêm kích P-38 Lightning của Không lực Lục quân Hoa Kỳ đã bay sà xuống thấp ngay trên đám đông, một sự kiện đại diện cho lời chào mừng của Hoa Kỳ dành cho chính quyền non trẻ của Việt Nam.

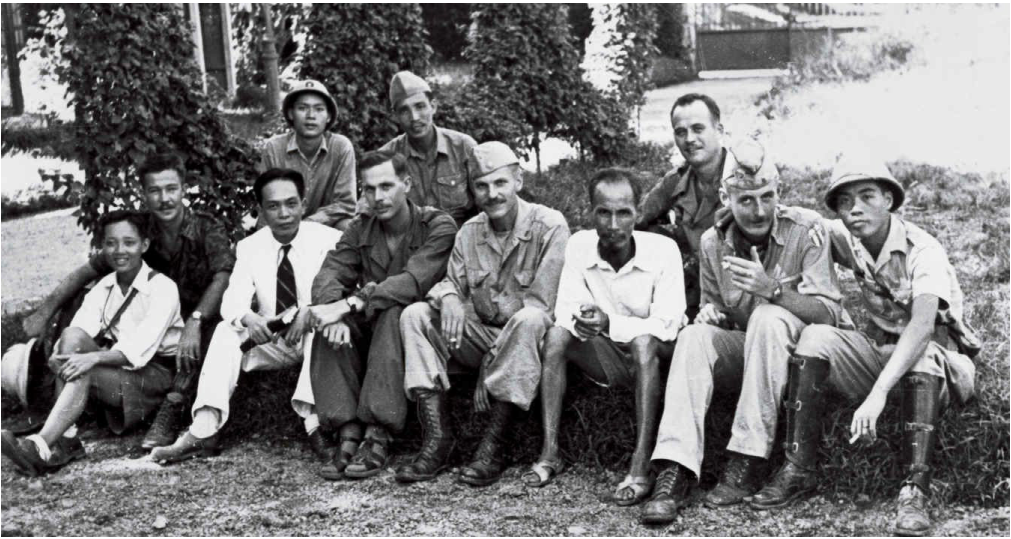
Hồ Chí Minh, Võ Nguyên Giáp và các thành viên Đội Nai ở Bắc Bộ Phủ, ngày 11 tháng 9 năm 1945. Từ trái qua phải, hàng đầu: Thái Bạch, Võ Nguyên Giáp, Henry A. Prunier, Allison K. Thomas, Hồ Chí Minh, Rene J. Défourneaux, Đàm Quang Trung. Hàng sau: Nguyễn Quý, Hùng Việt, Lawrence R. Vogt

Buổi lễ có sự góp mặt của Đại úy Archimedes Patti và phái đoàn Hoa Kỳ, và họ đeo băng quốc kỳ Hoa Kỳ, ấn định rằng họ là "những người bạn" của nước Việt Nam mới. Khi các nghi lễ kết thúc, Patti và các nhân viên Hoa Kỳ đi cùng chậm rãi rẽ đám đông để về sở chỉ huy của họ tại toà nhà Gautier. Để tránh bất cứ sự đối đầu nào có thể xảy ra giữa "những người Việt đang phấn khích" với "những người Pháp thất vọng", Patti mời những người Mỹ có mặt tại Hà Nội cùng tham gia với đội OSS tổ chức một "lễ kỷ niệm đơn giản - sự kiện 4 tháng 7 của Việt Nam không có pháo hoa". Bữa tiệc tại sở chỉ huy OSS khá đông, vì vào ngày 2 tháng 9 số lượng người Mỹ tại Hà Nội đã tăng lên đáng kể.
Ngày 9 tháng 9, Thiếu tá Thomas và Đội Nai về Hà Nội, và họ được sắp xếp nghỉ ngơi trong những ngôi nhà được Việt Minh chuẩn bị và được phép đi thăm quan Hà Nội. Cùng ngày hôm đó, Đội Con Nai chấm dứt sứ mệnh ở Hà Nội, và về nước vào ngày 16 tháng 9. Cùng ngày hôm đó, Chuẩn tướng Phillip D. Gallagher, dưới danh nghĩa là cố vấn cho lực lượng quân sự Đồng Minh dẫn đầu bởi đoàn của chính phủ Tưởng Giới Thạch, đã có mặt tại Hà Nội để giúp chuẩn bị cho việc giải giáp quân Nhật. Thay vì gặp gỡ với các đại diện của Pháp, ngày 22 tháng 9, Gallagher cùng Patti đến gặp Hồ Chí Minh. Khác với những thông tin Gallagher nhận được khi ở Côn Minh, thì Hồ Chí Minh là một "nhà cách mạng lão luyện và là một tù nhân chính trị nhiều lần, một người cộng sản", và "mong những người An Nam có thể được trao cho độc lập". Dù vậy, Gallagher vẫn tin rằng "chúng ta [người Mỹ] không có tiếng nói gì trong chuyện này".

## Diễn biến tiếp theo

### "Nam Kỳ rực lửa"
Theo Tuyên bố Potsdam, Việt Nam bị chia cắt với ranh giới là Vĩ tuyến 16, quân Đồng Minh sẽ vào Việt Nam để giải giáp quân Nhật. Quân Tưởng tiến vào miền Bắc và liên quân Anh-Pháp, với hạt nhân chính là Sư đoàn Bộ binh Ấn độ 20, do Thiếu tướng người Anh Douglas D. Gracey chỉ huy tiến vào miền Nam. Nhiệm vụ của Anh khá rõ ràng: tiếp nhận sự đầu hàng của Nhật ở miền Nam và chuẩn bị cho lính Nhật hồi hương. Nhiệm vụ chính của người Mỹ ở miền Nam là quan tâm và tiến hành hồi hương cho các tù binh chiến tranh của Mỹ, bảo vệ tài sản "không đáng kể" của Mỹ, và giám sát "quyền lợi" của Mỹ trong khuôn khổ Chiến dịch Embankment. Phụ trách nhiệm vụ này là Phân đội OSS 404 (OSS Detachment 404) của Thiếu tá Albert P. Dewey.

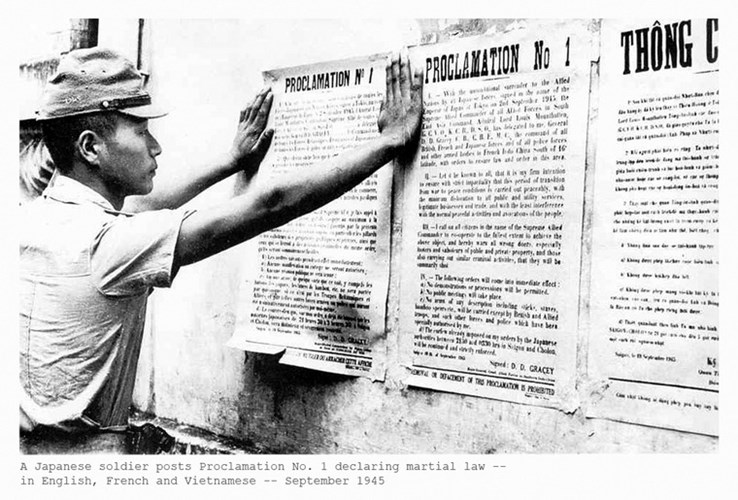
Lính Nhật dán bản Thông cáo số 1 về việc duy trì pháp luật và trật tự ở Đông Dương, tháng 9 năm 1945

Đội quân Anh đầu tiên đến vào ngày 6 tháng 9 làm tăng thêm nhận thức của Việt Minh về tình hình bất ổn trong việc nắm chính quyền của họ. Mặc dù Việt Minh hy vọng thiết lập những mối quan hệ tốt đẹp với người Anh nhưng họ có lý do chính đáng để luôn thận trọng. Họ sợ rằng vai trò của Anh với tư cách là một cường quốc thực dân sẽ công khai ủng hộ Pháp quay lại nắm quyền. Việt Minh hy vọng người Mỹ có thể hành động như một đối trọng và ngăn chặn sự trở lại có vẻ sắp diễn ra của Pháp. Dewey và các nhân viên OSS lần lượt có mặt tại Sài Gòn vào tuần đầu tiên của tháng 9, nhưng đến giữa tháng 9, họ đã gặp nhiều vấn đề nghiêm trọng với người Anh và người Pháp khi các kế hoạch được Thiếu tướng Gracey tiến hành ngày một thiếu tế nhị và khiến sự thù ghét của người dân Việt Nam tăng dần lên. Khác với Gracey, Dewey có thiện cảm với người dân xứ thuộc địa vì Dewey đã từng làm việc với phe Việt Minh, và ông cực lực phản đối chính sách của chỉ huy Anh là đuổi cán bộ Việt Minh khỏi các văn phòng chính phủ, đồn cảnh sát và doanh trại quân đội mà họ đã chiếm được từ tay người Nhật và Vichy Pháp, và việc các cựu tù binh chiến tranh Pháp tấn công những người Việt Nam trên đường phố. Hầu hết các nhân viên người Mỹ đều cảm thấy khó chịu khi người Anh cho phép người Pháp, người mà họ đã hậu thuẫn, tiếp quản Sài Gòn và giáng trả một cách tàn bạo đối với người Việt Nam. Tại Hà Nội, người Việt tổ chức một cuộc tuần hành hoà bình chống Anh kéo dài bốn tiếng với những bức tranh cổ động và biểu ngữ lên án kịch liệt quan điểm của người Anh tại miền Nam.

Những người Việt Nam "bị tình nghi theo Việt Minh" trong sự kiện Nam Bộ Kháng chiến bị kiều dân Pháp có vũ trang áp giải trên xe tải, Sài Gòn, 17 tháng 10 năm 1945

Đêm 21 tháng 9, Jean Cédile, đại diện của Pháp ở Nam Kỳ, thông báo cho Gracey rằng theo các nguồn tin của ông thì "Việt Minh đang chuẩn bị một cuộc tấn công quy mô lớn vào thành phố". Cédile đề nghị Gracey giải thoát và tái vũ trang cho 14.000 tù binh chiến tranh và kiều dân Pháp, và cho đóng quân bên ngoài Sài Gòn để hỗ trợ cho quân đội Anh. Biết rõ rằng 1.800 binh lính Anh-Ấn của ông có thể gặp khó khăn nghiêm trọng nếu những tin đồn về cuộc tấn công lớn là sự thực, Gracey đồng ý với kế hoạch của Cédile, và sáng sớm 22 tháng 9 ông bắt đầu quá trình thực hiện. Mặc dù được chỉ thị có mặt ở một nơi nào đó và đợi lệnh, nhưng những cựu tù binh chiến tranh "hăm hở chứng tỏ sự dũng cảm và lòng trung thành của mình" sau quá nhiều tháng ngày bị người Nhật giam cầm, "đã đổ về trung tâm Sài Gòn và tấn công bất cứ người Việt vô tội nào vô tình gặp trên đường". Dewey cố gắng kháng nghị cả những hành động của tù binh chiến tranh và sự thiếu hành động của quân Anh, nhưng tướng Gracey đã từ chối gặp Dewey. Tuy vậy, Gracey đã nhận thức được vấn đề trên, nên nhanh chóng ra lệnh tước vũ khí của các cựu tù binh quá khích và đưa họ quay trở lại các trại giam, đồng thời thả tự do cho nhiều người Việt Nam nhằm xoa dịu tình hình trong thành phố, nhưng vẫn không thể ngăn chặn được cuộc tổng nổi dậy lớn. Dewey liên tục gửi báo cáo về Côn Minh và Washington, trỉ trích vị chỉ huy người Anh ngày một dữ dội về việc sử dụng lính Nhật và kiều dân Pháp có vũ trang để "lập lại trật tự tại Sài Gòn và đàn áp người Việt Nam".
Ngày 25 tháng 9, một phái đoàn của OSS do Đại uý Joseph Coolidge dẫn đầu bao gồm gồm Coolidge, một số sĩ quan Đồng Minh – trong đó có người Pháp – và vài phụ nữ người Việt, rời Sài Gòn tới Đà Lạt để "đánh giá điều kiện tài sản đáng kể của Hội Truyền giáo Mỹ" và thu thập những bản đồ của Nhật tại trung tâm vẽ bản đồ. Mặc dù Việt Minh cho phép các nhân viên của Anh và Mỹ đi qua vòng vây quanh thành phố, nhưng Coolidge gặp rắc rối trên đường trở về. Trên đường về, nhóm của Coolidge bị một toán du kích Việt Minh canh rào chắn tấn công vì họ lầm tưởng Coolidge là người Pháp. Trong quá trình đó, nổ súng đã xảy ra và Coolidge bị thương vào cổ. Mặc dù bị thương nặng nhưng Coolidge không bị nguy hiểm đến tính mạng.
Dưới áp lực của người Anh và Pháp, Dewey được lệnh rời khỏi Sài Gòn và quay trở về Kandy. Trong báo cáo cuối cùng của Dewey gửi về Washington, ông nhấn mạnh: 
| “ | Nam Kỳ đang bốc cháy; người Pháp và Anh sẽ bị kết liễu tại đây, và chúng ta phải cút khỏi Đông Nam Á. | ” |

### Cái chết của Thiếu tá Dewey

Thiếu tá Albert Peter Dewey (ảnh chụp khi ông mang quân hàm Đại úy)

Sáng ngày 26 tháng 9 năm 1945, Dewey được thông báo chuyến bay tới Kandy của ông đã bị trễ đến buổi chiều. Thấy còn nhiều thời gian, Dewey và một nhân viên OSS khác, Đại úy Herbert Bluechel, đã đến thăm Coolidge tại bệnh viện và quay trở lại sân bay vào đầu giờ chiều. Được thông báo rằng chuyến bay vẫn chưa đến và có lẽ sẽ còn chậm hơn nữa, Dewey và Bluechel quyết định quay trở lại sở chỉ huy của OSS, được đặt cạnh sân bay Tân Sơn Nhất và cách đó mười phút đi xe, để dùng bữa trưa.
Khi còn cách toà nhà của OSS gần 500 mét, Dewey và Bluechel đến gần một rào chắn quen thuộc gồm hai khúc gỗ đặt ngang qua đường để xe cộ đến gần phải đi chậm lại và từ từ ngoặt theo hình chữ S. Vì vật chướng ngại không hoàn toàn chặn hết đường đi, Dewey giảm tốc độ và lái ngoặt qua chướng ngại vật, giống như đã làm vào sáng hôm đó. Đúng lúc ấy, chiếc xe Jeep bị một khẩu súng máy của Việt Minh đặt trong bụi cây cách đó ba mét bắn ra dữ dội. Dewey trúng đạn vào đầu và chết ngay tại chỗ; chiếc xe Jeep lật ngược sang bên phải, khiến Bluechel đang ngồi ghế bên cạnh ngã ra khỏi xe, vô tình bảo vệ ông khỏi những loạt đạn súng máy. Bluechel đẩy xác Dewey và thoát ra ngoài và lấy súng bắn trả, nhưng phát hiện khẩu súng trường bị kẹt đạn nên ông phải sử dụng đến súng lục Colt. Do những người lính Việt Minh không cố tấn công Bluechel, ông bắt đầu chạy về phía sở chỉ huy của OSS, thỉnh thoảng quay lại để bắn những người Việt đang đuổi theo. Mặc dù bị bắn vài lần nhưng ông không bị trúng đạn. Những người Việt sau đó tấn công sở chỉ huy của OSS. Cuộc đấu súng kéo dài ba tiếng và kết thúc trước khi một trung đội lính Nhật cùng Đại úy OSS Frank White kịp đến để bảo vệ tòa nhà. Khi Đại úy White ra đến hiện trường, chiếc xe Jeep và thi thể của Dewey đã biến mất. Dù đã huy động người tìm kiếm từ ngày 28 tháng 9 tới ngày 15 tháng 10, họ chỉ tìm thấy đai đeo bụng, bao súng lục, và bi đông nước của Dewey. Cuộc điều tra của Đồng Minh ở Sài Gòn không tìm ra được những manh mối hiệu quả, chỉ kết luận chung rằng "du kích Việt Minh có thể đã tưởng Dewey là người Pháp" và "động cơ thực sự đứng đằng sau vụ giết người có thể là bất cứ người nào có mối bất bình đối với Thiếu tá Dewey hoặc nước Mỹ". Nhiều nhân viên OSS đã hoài nghi rằng vụ việc này là do cơ quan tình báo Anh SOE dựng lên để "âm mưu loại trừ sự cạnh tranh của OSS với họ ở Đông Nam Á".
Khi biết tin về vụ việc, gia đình Dewey trực tiếp bỏ hết công sức để tìm cho ra xác Dewey và đưa về Mỹ chôn cất. Charles Dewey Jr., anh trai của Peter, đến Sài Gòn để trợ giúp quá trình tìm kiếm. Mặc dù không có nỗ lực nào mang lại kết quả, gia đình Dewey rất cảm động bởi lá thư họ nhận được từ Việt Minh ngay sau khi Charles Jr. trở về Illinois. Bộ trưởng Phạm Ngọc Thạch bày tỏ thái độ nuối tiếc khi không được gặp Charles Jr. trong khi anh đang ở Sài Gòn để chia buồn với gia đình và ca ngợi Peter Dewey. Chủ tịch Hồ Chí Minh cũng tức tốc đến văn phòng của Chuẩn tướng Philip Gallagher tại Hà Nội để bày tỏ sự thương tiếc. Sau đó Hồ Chí Minh đã viết thư chia buồn tới Tổng thống Harry Truman, và hứa sẽ tìm ra thủ phạm để trừng trị thích đáng, mặc dù ông nói thêm, "không thể điều tra kỹ vấn đề ngay lúc này vì Sài Gòn vẫn đang trong tay quân đội Anh – Pháp".

### Mỹ rút quân và Chiến tranh Đông Dương bùng nổ

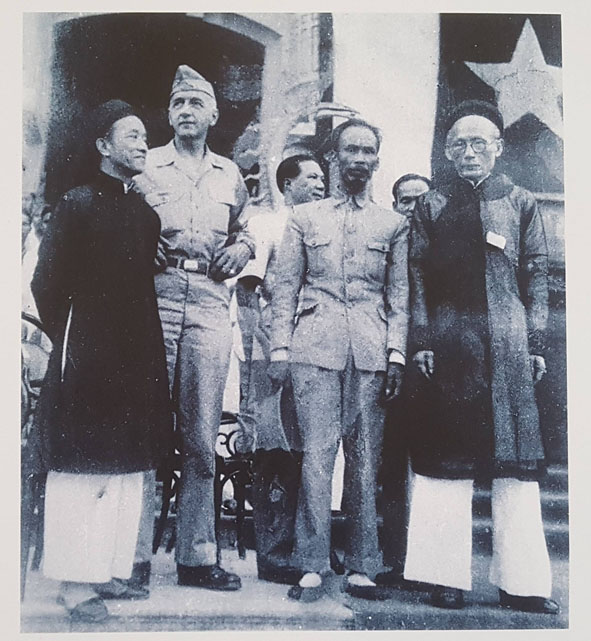
Chủ tịch Hồ Chí Minh trong một buổi lễ mít tinh cứu đói tổ chức trước Nhà Hát lớn Hà Nội, tháng 9 năm 1945. Từ trái qua phải: Bộ trưởng Bộ Cứu tế xã hội Nguyễn Văn Tố, Đại tá Stephen L. Nordlinger (trưởng đoàn G-5, tức Đoàn Cứu tế Xã hội Hoa Kỳ), Cố vấn Vĩnh Thụy, Chủ tịch Hồ Chí Minh, và Cố vấn Ngô Tử Hạ

Trong thời gian phái đoàn Đồng Minh ở Hà Nội, mối quan hệ giữa chính phủ Việt Nam và đoàn của người Pháp, Trung Quốc khá căng thẳng. Hồ Chí Minh đã nhiều lần bày tỏ với Gallagher về một nền độc lập của nước Việt Nam, và mong muốn nhận được sự giúp đỡ của các nước Đồng Minh như Mỹ, Anh hoặc Liên Xô để giúp Việt Nam tránh khỏi một cuộc chiến với người Pháp. Hồ Chí Minh cố gắng thuyết phục Mỹ tiếp tục chính sách chống thực dân của Mỹ đối với Đông Dương và tìm cách làm Mỹ tin rằng ông không phải là một phái viên của Quốc tế Cộng sản mà là một người Quốc gia – Xã hội mong muốn giải thoát đất nước khỏi ách đô hộ của ngoại bang. Thông qua OSS, Hồ Chí Minh gửi một bức điện cho Tổng thống Hoa Kỳ Harry Truman yêu cầu Mỹ đặt quan hệ ngoại giao với Chính phủ Lâm thời đồng thời Mỹ và Chính phủ Lâm thời sẽ có đại diện trong Ủy ban Liên tịch các nước Đồng Minh giải quyết các vấn đề liên quan đến Việt Nam. Việt Minh hy vọng tranh thủ được sự có mặt của Mỹ trong cuộc thương lượng giữa Trung Quốc và Pháp về Đông Dương vì hai nước này có thể làm nguy hại đến nền độc lập và toàn vẹn lãnh thổ của Việt Nam đồng thời khuyến khích các nước Đồng Minh công nhận Chính phủ Lâm thời là đại diện duy nhất và hợp pháp của Việt Nam trong các vấn đề liên quan đến chủ quyền của Việt Nam. Việt Minh lo ngại việc không được các nước Đồng Minh công nhận sẽ làm suy yếu địa vị lãnh đạo của họ và có lợi cho Việt Cách, Việt Quốc trong việc thành lập chính phủ của các lực lượng này. Hồ Chí Minh nói với Patti rằng ông theo chủ nghĩa Lenin, tham gia thành lập Đảng Cộng sản Pháp và xin gia nhập Đệ Tam Quốc tế vì đây là những cá nhân và tổ chức duy nhất quan tâm đến vấn đề thuộc địa. Ông không thấy có sự lựa chọn nào khác. Nhưng trong nhiều năm sau đó những tổ chức này cũng không có hành động gì vì nền độc lập của các dân tộc thuộc địa. Trước mắt, ông đặt nhiều tin tưởng vào sự giúp đỡ của Mỹ trước khi có thể hy vọng vào sự giúp đỡ của Liên Xô. Người Mỹ xem ông là một người quốc tế cộng sản, bù nhìn của Moskva vì ông đã ở Moskva nhiều năm nhưng ông không phải là người cộng sản theo nghĩa Mỹ hiểu mà là nhà cách mạng hoạt động độc lập. Tuy nhiên, Mỹ không đáp lại nguyện vọng của Hồ Chí Minh và đến cuối tháng 9 năm 1946, Mỹ rút tất cả các nhân viên tình báo tại Việt Nam về nước.
Chính phủ lâm thời của Cộng hòa Pháp muốn khôi phục lãnh thổ Đông Dương với cơ chế tự trị. Ngày 9 tháng 10 năm 1946, Thống chế Pháp Philippe Leclerc đến Sài Gòn, theo ông là lực lượng viễn chinh gồm 40.000 quân Pháp để chiếm giữ miền Nam Việt Nam và Campuchia. Từ cuối tháng 10, quân Pháp bắt đầu đẩy mạnh kế hoạch phá vây, mở rộng đánh chiếm ra vùng xung quanh Sài Gòn và các tỉnh Nam Bộ. Đầu tháng 11 năm 1946, quân Pháp chiếm trụ sở hải quan tại cảng Hải Phòng và chiến tranh lan ra đến miền Bắc Việt Nam. Các cơ quan của chính phủ Việt Nam bí mật chuyển dần về các nơi vùng rừng núi để lập căn cứ bí mật. Ngày 17 tháng 12, quân Pháp với xe thiết giáp yểm trợ tấn công vào Hà Nội. Tối ngày 19 tháng 12 năm 1946, Lời kêu gọi Toàn quốc kháng chiến của Hồ Chí Minh được phát trên Đài Tiếng nói Việt Nam, đăng trên báo Cứu quốc và các báo Hà Nội, với lời thề quyết tử: "Chúng ta thà hy sinh tất cả, chứ nhất định không chịu mất nước, nhất định không chịu làm nô lệ!", đánh dấu sự bắt đầu của cuộc kháng chiến chống Pháp.

## Kỷ niệm
Dù chỉ góp sức cùng lực lượng Việt Minh chưa đầy hai tháng nhưng nhóm Con Nai đã mở ra hy vọng về quan hệ hợp tác giữa Việt Nam Dân chủ Cộng hòa và chính phủ Mỹ trong thời kỳ mà Hồ Chí Minh dự đoán là sẽ rất khó khăn đối với một nhà nước non trẻ. Từ năm 1945 đến cuối 1946, Hồ Chí Minh đã có tám bức thư và điện gửi Tổng thống Harry Truman, ba bức thư và điện gửi Bộ trưởng Ngoại giao James Byrnes. Nhiều bức điện trong số đó được gửi qua máy điện đài của điện đài viên nhóm Con Nai là William Zielski. Theo Zielski, "Ông Hồ không đòi hỏi tiền hay viện trợ quân sự từ Mỹ, ông ấy muốn tình hữu nghị, muốn tự do và độc lập được Truman hỗ trợ" và "Hồ Chí Minh là một người thuần phác, bình thản, có tác phong lãnh đạo chuyên nghiệp, có thiên hướng dân tộc, yêu nước". Trong thư gửi ông James Byrnes ngày 1 tháng 11 năm 1945, Hồ Chí Minh đề nghị gửi 50 thanh niên Việt Nam sang Mỹ để "xúc tiến việc tiếp tục nghiên cứu về kỹ thuật, nông nghiệp cũng như các lĩnh vực chuyên môn khác" và "tha thiết mong muốn tạo được mối quan hệ với nhân dân Mỹ là những người mà lập trường cao quý đối với những ý tưởng cao thượng về công lý và nhân bản quốc tế, và những thành tựu kỹ thuật hiện đại của họ đã có sức hấp dẫn mạnh mẽ đối với giới trí thức Việt Nam." Tất cả những bức thư trên không bao giờ được Tổng thống Truman phản hồi, thay vào đó, chính phủ của Truman đã ủng hộ người Pháp quay trở lại Đông Dương.
Một số nhà sử học cho rằng vì đã từ chối lời đề nghị hợp tác của Hồ Chí Minh, Hoa Kỳ đã lãng phí cơ hội xây dựng một mối quan hệ tốt đẹp với Việt Nam, điều có thể đã giúp người Mỹ không phải sa vào một cuộc chiến kéo dài hai thập kỷ. Theo Archimedes Patti, chính cách nhìn nhận của người Mỹ rằng Hồ Chí Minh là một người thân Cộng Sản đã biến Việt Nam trở thành kẻ thù của họ nhiều năm sau đó. Do mối quan hệ Việt Nam – Hoa Kỳ xấu dần sau sự bắt đầu của cuộc chiến tranh ở Đông Dưong, nhiều chiến công và ghi chép hoạt động của Đội Con Nai ở Việt Nam nhanh chóng rơi vào quên lãng. Nhiều thành viên OSS khác từng hoạt động tại Việt Nam, đã giải ngũ khỏi quân đội và lên tiếng phản đối sự can thiệp của Mỹ tại Đông Dương, cũng như cuộc chiến tranh của Mỹ ở Việt Nam sau này.

Các cựu nhân viên OSS trong chuyến thăm Tân Trào vào năm 1995. Từ trái qua phải: Henry Prunier, Allison Thomas, Mac Shin

Hai mươi năm sau khi Chiến tranh Việt Nam kết thúc, ngày 11 tháng 7 năm 1995, Tổng thống Bill Clinton và Thủ tướng Võ Văn Kiệt tuyên bố bình thường hóa quan hệ ngoại giao giữa hai quốc gia. Ngày 6 tháng 8 năm 1995, lần đầu tiên sau bốn mươi năm, văn phòng đại diện ngoại giao của Hoa Kỳ tại Hà Nội được nâng cấp lên thành đại sứ quán. Trong tháng 8 cùng năm, một tổ chức phi lợi nhuận tên là Dự án Hòa giải Mỹ – Đông Dương, đã cung cấp một cơ hội để những thành viên Đội Con Nai và các nhân viên OSS được đến Hà Nội, thăm lại địa điểm huấn luyện ở Tân Trào, và gặp gỡ những người lính họ từng hướng dẫn từ nửa thế kỷ trước. Ông Henry Prunier mặc lại chiếc áo comple đũi ông may ở Hà Nội trước khi được lệnh về nước mà ông vẫn giữ cẩn thận trong nhiều năm. Trong bữa tiệc tổ chức tại Hà Nội để chào đón đoàn, nguyên Đại tướng Võ Nguyên Giáp đã đến dự. Khi nhìn thấy và nhận ra Henry Prunier, vị tướng đã cầm lấy một quả cam ở trên đĩa và làm động tác xoay người vung tay như là ném trái lựu đạn để Prunier thấy vị tướng không quên người cố vấn quân sự của mình năm xưa. Trong chuyến thăm lại chiến khu Tân Trào, các thành viên toán Con Nai đã trở lại nơi họ đã ở. Khi tới cây đa Tân Trào, Thomas kể lại dự định ban đầu là toán sẽ đi bằng đường bộ nhưng do quân Nhật lùng sục rất gắt gao nên toán phải sử dụng đường hàng không. Do thời tiết xấu, viên phi công không nhận ra được dấu hiệu của bãi nhảy dù ở mặt đất nên toán phải nhắm mắt nhảy xuống và dù của Thiếu tá Thomas mắc đúng vào cây đa Tân Trào. Sau đó, toán Con Nai được chiêu đãi một bữa thịt bò, và khi nhớ lại, ông Thomas cười và khen "thịt bò hôm đó ngon".

Henry Prunier và bằng khen của Bảo tàng Lịch sử Quân sự Việt Nam

Khi tới thăm Thái Nguyên để nhớ lại trận đánh giải phóng thị xã cùng Đại đội Việt – Mỹ, Thomas cho nhà báo Đào Ngọc Ninh xem bức ảnh một ngôi nhà. Ông cho biết, ngôi nhà này là nơi đặt sở chỉ huy của quân giải phóng trong trận đánh và nói ông muốn tìm thăm lại ngôi nhà này. Một cuộc tìm kiếm nhanh chóng được tổ chức, cuối cùng đã tìm được một thầy giáo rất già người địa phương. Ông giáo nhận ra cái cổng của ngôi nhà trong ảnh và dẫn mọi người đến tận nơi. Đó là cơ quan của Điện lực Thái Nguyên bây giờ và cái cổng từ thời Pháp vẫn còn. Thiếu tá Thomas cho biết, lúc đó, dù họ nhận được Patti ra lệnh qua radio là không tham gia các trận chiến đấu với quân Nhật cùng lực lượng Việt Minh, nhưng ông vẫn quyết định không thực hiện mệnh lệnh này.
Năm 2009, Henry Prunier tặng lại một hòm tài liệu cho cho Bảo tàng Lịch sử Quân đội tại Hà Nội, thông qua sự giúp đỡ của cựu Đại tá Thủy quân Lục chiến David Thomas, từng tham chiến ở Pleiku năm 1968. Hòm tài liệu bao gồm: những trang nhật ký, những bức ảnh đen trắng ông Henry Prunier viết, chụp tại Tuyên Quang; bộ quân phục gắn quân hàm phù hiệu, mề đay ông được Lục quân Hoa Kỳ cấp năm 1946 sau khi trở về từ Việt Nam; tấm danh thiếp in chữ bằng tiếng Việt và tiếng Trung Quốc được Đại đội trưởng Đại đội Việt – Mỹ Đàm Quang Trung tặng Prunier trước khi về Mỹ; và sơ đồ vẽ bằng bút chì trên giấy can khu vực nhóm tình báo Con Nai sống và làm việc ở Tuyên Quang năm 1945. Ngoài ra còn có băng ghi âm về những cuộc phỏng vấn, băng ghi hình ghi cảnh quay về Hồ Chí Minh do ông tập hợp từ băng hình của nhiều đài truyền hình và các hãng thông tấn Mỹ và nước ngoài. Thiếu tướng Lê Mã Lương, Giám đốc Bảo tàng Lịch sử Quân đội, đã gọi món quà của Prunier là "một trong những món quà lịch sử hiến tặng đáng kể nhất mà bảo tàng từng được nhận." Năm 2011, Henry Prunier được Quân đội Hoa Kỳ trao thưởng Huân chương Sao Đồng vì những đóng góp của ông vào cuộc chiến diễn ra 66 năm trước đó, và đồng thời được nhận bằng khen của Chính phủ Việt Nam vì những đóng góp cho nền độc lập của Việt Nam.